# 裸麥

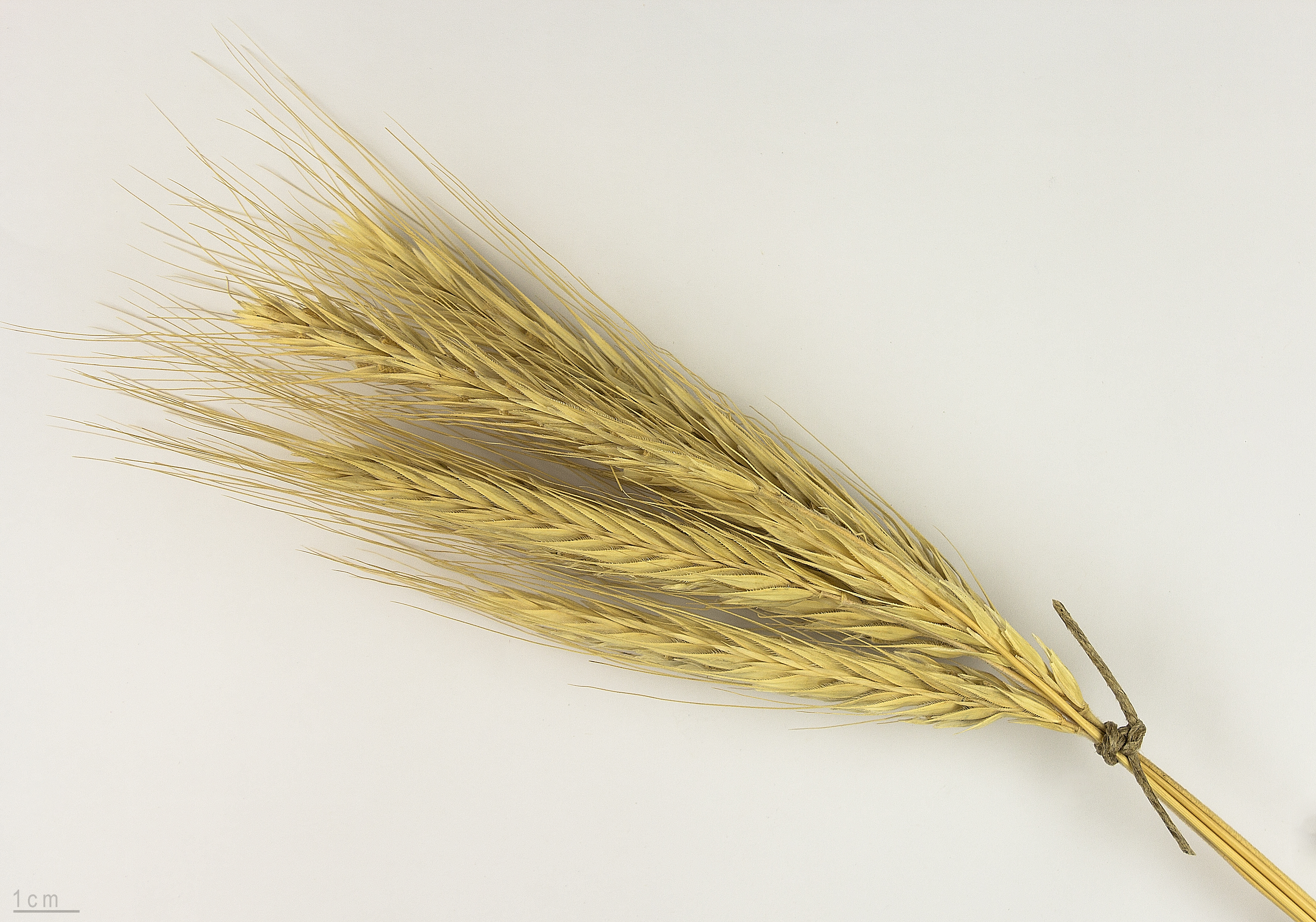
Secale cereale

裸麦（学名：Secale cereale）又称黑麦，是一种在温带地区分布很广的谷物。
2013年联合国粮食及农业组织估计全世界裸麦产量为1670万吨。裸麦和小麦的杂交产品叫做小黑麦，它结合了两种作物的特性。在中欧和东欧，裸麦主要用来烤面包。
相对于小麦来说裸麦更适应冷和干燥的气候。适合高寒或干旱地区生长。

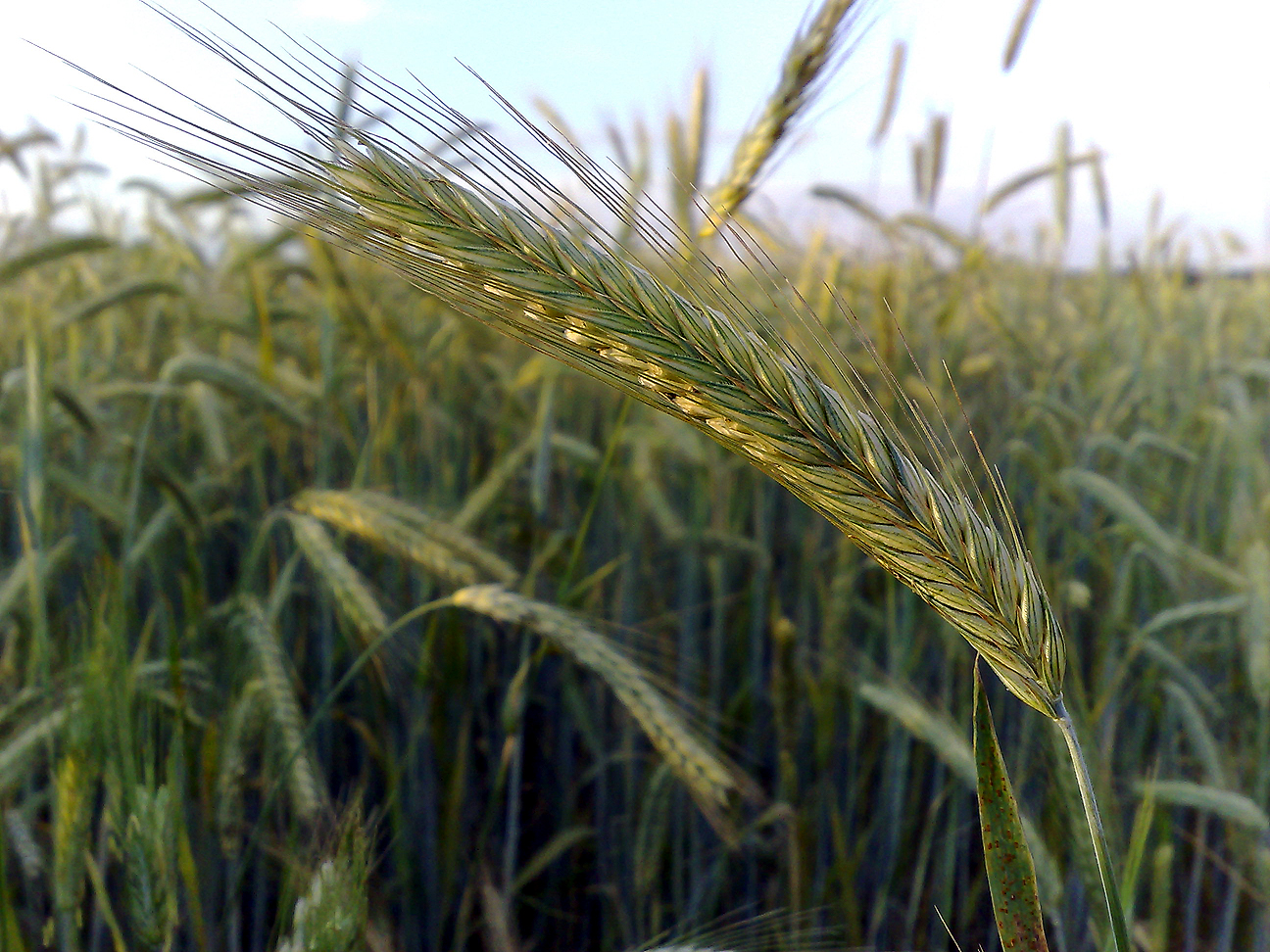
麥穗

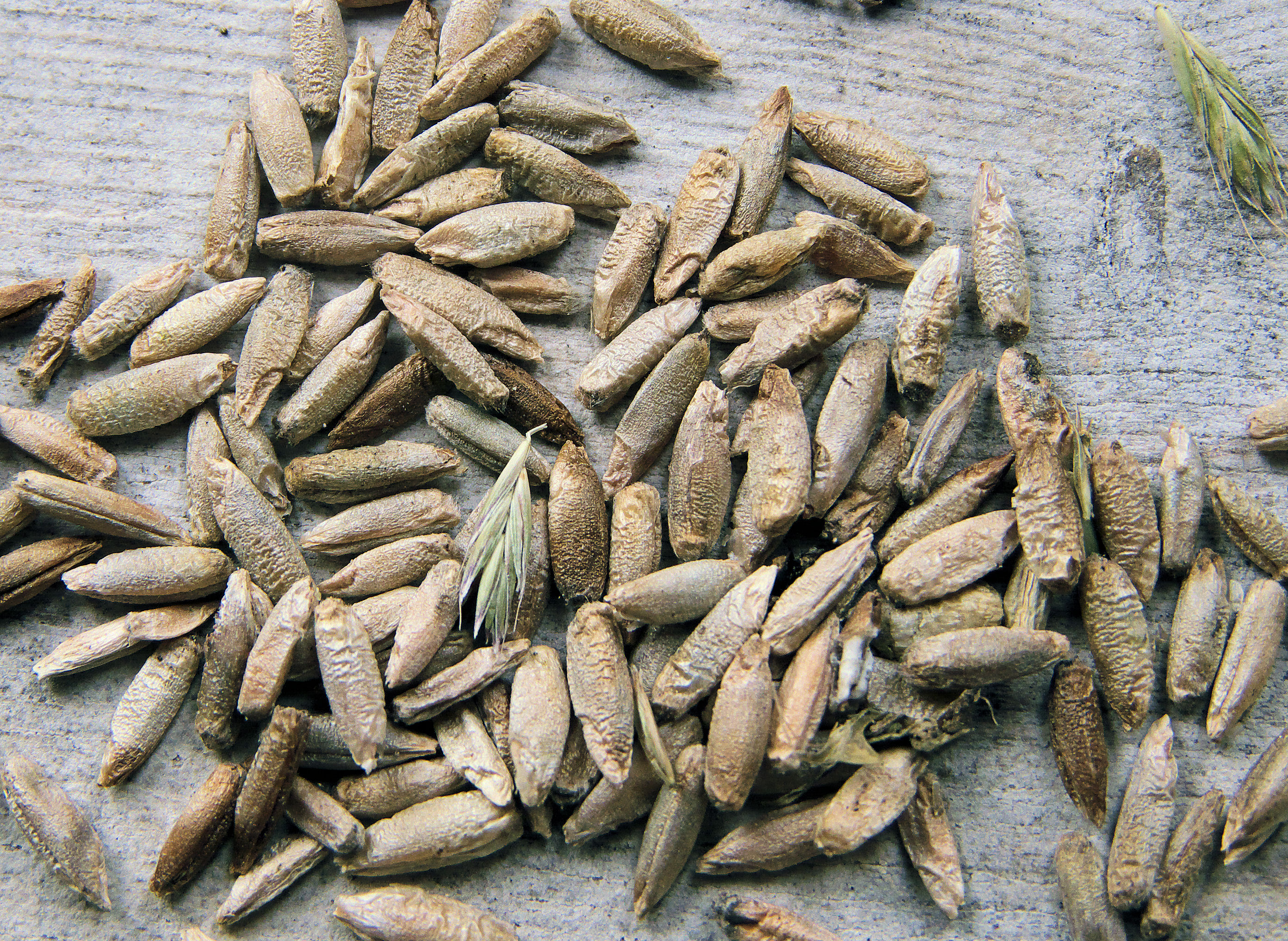
穀粒

## 歷史

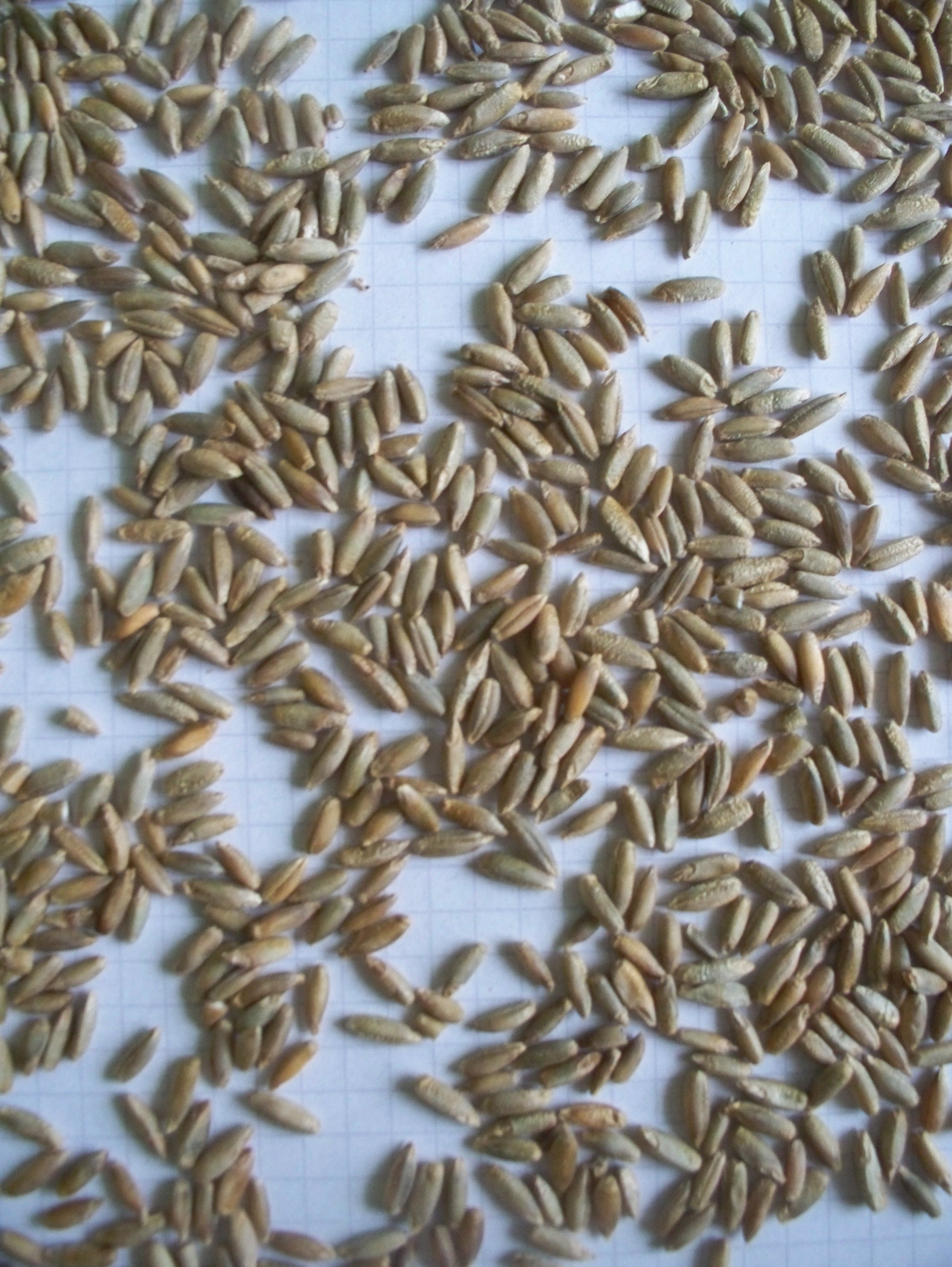
裸麥穀粒

相較於小麥和米，黑麦較晚被廣泛種植，本来被認為是一种杂草，在2000到3000年前在小亚细亚与小麦一起被收割而培养出来的。
裸麥一開始是在土耳其中部及東部及鄰近地區自然生長的。裸麥的種植最早是在新石器时代的土耳其（小亞細亞），例如前陶新石器時代B期在加泰土丘附近的Can Hasan III，但其他地區到了青铜时代才開始種植，例如中歐（約公元前1800–1500）。有可能裸麥混合在小麥中（可能是瓦维洛夫拟态），從土耳其傳播到其他地區，後來其他地區才種植裸麥。在古罗马考古遺跡中有發現裸麥，像在莱茵河、多瑙河、愛爾蘭及英國，不過老普林尼鄙視裸麥，提到：「這是種不好的食物，只能用來免於飢餓。」，若將斯佩耳特小麦混入的話「其苦味有好一點，不過在胃中還是很不舒服。」
自從中世纪起，在中欧及东欧普遍種植裸麥，是法德邊界以東，以及匈牙利以北主要用來製麵包的穀類。在南歐則多半種植在邊緣土地。
有一些證據認為在更早期就有種植裸麥，例如在叙利亚北部幼发拉底河河谷Tell Abu Hureyra的上古石器時代遺跡，不過這個證據仍有爭議。評論家指出碳-14的定年資料有些不一致，而且這只是以穀粒為基礎的資料，而不是以颖壳為基礎的資料。

## 形态
一年生草本；根系发达，分蘖力强，秆细而韧；叶片常被蜡质，叶鞘通常为紫色或褐色；穗状花序，异花授粉，自交结实率低；四棱状穗，穗轴每节着生一个小穗，每穗约有小穗40个，每小穗通常结实两粒；护颖狭窄，灰褐色的籽实狭长，表面皱缩。

## 烤面包时的特性
裸麦麵与小麦面在烤面包时的特性非常不同，其原因是裸麦麵中含有半纤维素，因此裸麦麵中的面筋无法构成一个支持一定体积形状的框架。在揉麵和烤的过程中这些半纤维素与小麦面中的胶合素起同样的作用，它们对裸麦麵的和水和容水效应起非常大的作用。裸麦烤物与小麦烤物相比颜色比较深，质体比较紧密，有一种特别的香味，不像小麦那样含有许多气泡、松散。裸麦麵包主要成分是粘在一起的淀粉，这是它质体紧密、含有的气泡少的原因。因此裸麦粉一般与小麦粉混合烤麵包，或者用来烤全穀面包。在比较多雨的年裡裸麦的谷粒往往在收割之前就已经开始发芽了。谷粒中的淀粉酶开始分解淀粉。在这种情况下裸麦面一定要加入酵母发酵后才能用来烤面包。

## 食物营养
相对而言裸麦的離氨酸含量比较高，因此它是适当营养的重要组成部分。裸麦中的半纤维素也有很高的营养价值。有些研究报道认为半纤维素导致食物在消化道中待的时间延长，有抗癌作用，但这个效果是否存在在科学界依然有争议。

## 其它应用
除烤面包外裸麦还被用来做饲料與飲品。
伏特加可以用裸麦酿造的，加拿大威士忌的原料之一是裸麥，而美国裸麥芽威士忌（或黑麥芽威士忌）的主原料（51%以上）是裸麥。
現代標榜健康飲料的「黑麥汁」是用烘培过的大麦芽冲煮而成，实际与黑麦（裸麦）无关。

## 成份
- 水——10.95%
- 蛋白质——14.76%
- 脂肪——2.5%
- 碳水化合物——69.76%
- 膳食纤维——14.6%
- 矿物质——2%

以下数据为每100克裸麦
热量：1400千焦
- 矿物质
  - 钙——33mg
  - 铁——2.67mg
  - 镁——121mg
  - 磷——374mg
  - 钾——264mg
  - 钠——6mg
  - 锌——3.73mg
  - 铜——0.450mg
  - 锰——2.680mg
  - 砷——0.035mg
- 维生素
  - 硫胺——0.316mg
  - 核黄素——0.251mg
  - 烟酸——4.270mg
  - 泛酸——1.456mg
  - 维生素B6——0.294mg
  - 叶酸——0.060mg
  - 生育酚——1.870mg
  - α生育酚——1.28mg
- 氨基酸
  - 色氨酸——0.154g
  - 苏氨酸——0.532g
  - 异亮氨酸——0.549g
  - 亮氨酸——0.980g
  - 蛋氨酸——0.248g
  - 胱氨酸——0.329g
  - 苯丙氨酸——0.674g
  - 酪氨酸——0.339g
  - 缬氨酸——0.747g
  - 精氨酸——0.813g
  - 组氨酸——0.367g
  - 丙氨酸——0.711g
  - 天门冬氨酸——1.177g
  - 穀氨酸胺——3.661g
  - 甘氨酸——0.701g
  - 脯氨酸——1.491g
  - 丝氨酸——0.681g

注意：裸麦的组成随外界条件（土壤、气候）和种植方法（肥料、杀虫剂）不同而变化。
在德国哈雷大学的一块试验田上自120多年来只种裸麦，而且从来不施肥料。数十年来这块田始终产1.5吨/公顷裸麦。目前在施肥料的田里的每公顷产量一般为7到8吨。

## 對健康上的影響
裸麥和小麥、大麦類似，其中含有麩質，因此若有麩質相關疾病（例如乳糜泻、非乳糜瀉的麩質敏感、小麥過敏之類疾病）的人，不適合食用裸麥製品。不過也有些小麥過敏的患者不會對大麦或裸麥過敏。
麦角中毒是因為食用長有麦角的穀類製成的食物所造成的中毒，其中會有類似麥角酸二乙酰胺的毒素。在現代食品安全上不是常見的問題，不過在20世紀之前常常出現。若食品安全不夠嚴謹，現今仍有可能出現。